# Rap calédonien
Le rap calédonien, ou localement rap kanak, aussi appelé hip-hop calédonien, est un genre musical dérivé du hip-hop, ayant émergé dans le territoire français de Nouvelle-Calédonie, influencé par le hip-hop français et américain.

## Histoire

### Origines
Apparu au début des années 1980, à la suite de la diffusion de l'émission française H.I.P. H.O.P.[réf. nécessaire], le rap calédonien se développe d'abord dans les quartiers de Nouméa (Mont-Ravel, Vallée du Tir) par le biais du breakdance, du scratch, du beatboxing et du pochoir.
Dans les années 1970, mais surtout 1980, le pochoir et la bombe aérosol sont déjà beaucoup utilisés par les conducteurs de motos et de mobylettes mais aussi par la culture du BMX et du skateboard et du skatecore. Le tag existait déjà auparavant sous la forme de signatures abrégées sur les murs ou sur le végétal (branches d'arbres, feuilles), comme le Knky XXcra, tag de ralliement des militants du FLNKS pendant la période des Évènements. Puis le tag se développe considérablement avec la culture hip-hop qui lui donne un nouveau sens. Le graffiti se développe surtout au début des années 1990 sous l'impulsion de Didier Mindia (alias Apolstoa-33) dont la qualité des fresques sur les murs de Nouméa est reconnue des non-initiés du hip-hop. Les premières vraies bombes aérosol pour graffeurs ne sont importées à Nouméa qu'au début des années 2000 par le magasin Hot Spot[réf. nécessaire]. Apolstoa-33 crée sa section « graff » avec le GB Crew composée de Bisco (Patrice Kaïkilikofe), puis Zyon, Chok et Céki[réf. nécessaire]. Et sa section rap en tant que Nefi Natti Jux avec Yorky (Patrice Tufale), Boukman Thonon, Jamal alias Prech Al (Michael Sanchez) et Black Spirit, qui participeront à de nombreux open mics (micros ouverts) dans les bars de Nouméa au cours des années 1990[réf. nécessaire].  

### Commercialisation
Dans les années 1990, le rap calédonien n'a toujours aucune démarche commerciale. Celle-ci se fait à l'instigation de plusieurs rappeurs[Lesquels ?] voulant vivre de leur art et le faire connaître en Nouvelle-Calédonie et hors de l'île, à partir du milieu des années 2000. On trouve néanmoins des passages rappés sur des albums commercialisés de musique électronique ou de rock calédoniens, comme par exemple David Leroy (Daddy DJ, 1996, Vibrations sous protection, 1997) ou dans les albums de reggae de Do Dat Jump.
Au début des années 2000, plusieurs rappeurs sortent des albums de rap. Le premier album de rap calédonien est enregistré par le collectif Section Otoktone en juin 2003, et comprend le single On vient de la rue et La Calédonie. Toujours dans les années 2000, se font connaître Ybal Khan, Shilum, MG, Daddy Max One, B.N.I. en 2007, Dusty DJ Tale ainsi que la section rap-ragga (Erwan Botrel et Fly) de l'association de SoundSysmix[réf. nécessaire], et surtout le crew de rappeurs de Vandal Position (DJSE, K'Sir et Ybal Khan) dont les albums et les messages ont une démarche anti-commerciale. D'autres rappeurs suivent comme Fatso (André Fatoumaou), Kydam (Kevin Rolland), Chavi, Le collectif Rap NC (Val Del, T-Tris), Kovi Tama, PäBlow, Rasta Vin's (Marvin Dryburgh) et Ina Di Street, Nasty et Reza, Louxstyle et Mesta Killa, L'Armée 2 l'herbe, et la Section autochtone du Pacifique[réf. nécessaire].
Parallèlement, le slam se développe sur Nouméa, soit en marge du rap, soit dans sa mouvance. Denis Pourawa et Paul Wamo sont considérés comme les premiers slameurs calédoniens,.

### Années 2020
En 2021, une anthologie du rap calédonien est annoncée. L'anthologie sort finalement en 2022 et retrace trente ans d'histoire, des moments forts, du rap en Nouvelle-Calédonie.

## Artistes et groupes
Parmi les rappeurs et groupes calédoniens de hip-hop, on peut notamment citer : Lenimirc, Nasty et Reza, Chavi,, et Hybride Family. La plupart de ces rappeurs travaille au Rex, un studio d’enregistrement dédié à l’initiation à la musique assistée par ordinateur, avec aux manettes Rasta Vin's.